# Jeanne Bibesco
Pour les articles homonymes, voir Princesse Bibesco.
La princesse Françoise Marie Jeanne Bibesco, née à Saint-Cyr-sur-Loire le 10 septembre 1864 et morte le 15 juin 1944 à Neuilly-sur-Seine, est une aristocrate franco-roumaine qui a fondé le carmel d'Alger.

## Biographie
La princesse Jeanne Bibesco est la fille du prince Nicolas Bibesco (né à Bucarest en 1831), alors officier de l'armée française, et de son épouse, née Louise Hélène Ney d'Elchingen, petite-fille du maréchal Ney (née en 1842). Elle est la cousine de la princesse Marthe Bibesco et la petite-fille du dernier hospodar de Valachie, le prince Georges III Bibesco.
En religion 'Mère Bénie de Jésus' elle est jeune prieure du carmel d'Alger, qu'elle a fait construire en 1891. La princesse Bibesco, qui est de nationalité française, a joué un rôle de premier ordre dans la défense des congrégations religieuses sous la IIIe République face à Émile Combes.
Ayant une conception un peu trop aristocratique de sa fonction de prieure, elle est relevée de ses vœux en 1911, elle s'est alors lancée dans une carrière de conférencière et, à la veille de la Seconde Guerre mondiale, d'agent secret pour le compte de la France. Elle termine ses jours dans l'indigence à la maison de retraite Galignani de Neuilly.
« Émile Combes noua une relation amoureuse avec la princesse. La correspondance qui s'ensuivit éclaire d'un jour singulier celui qu'on prenait pour un croque-mitaine : sensibilité, élévation d'esprit, affection, délicatesse qui suscitent en retour l'attachement et les encouragements d'une jolie carmélite, voilà de quoi nuancer les idées reçues! » (Michel Winock, La Belle Époque, Ed. Perrin, coll. Tempus n°44)